# Widłogonka krucha
Widłogonka krucha (Campodea fragilis) – mały sześcionóg,  żyjący w wierzchniej warstwie gleby. Pierwotnie był zaliczany do owadów bezskrzydłych, obecnie jednak systematycy uważają, że jest bliżej spokrewniony z widłogonkami (Diplura).

## Wygląd
Bezskrzydły, prawie przezroczysty, mający około 3,5 mm. Posiada woreczki biodrowe, styliki (zapewne szczątkowe odnóża), zawiązki skrzydeł i wewnątrz puszki głowowej gryzący narząd gębowy. Na odwłoku ma dwie nitkowane przysadki. Widłogonki nie mają wzroku. Linieniu podlegają także osobniki dorosłe.

## Występowanie
Widłogonka krucha występuje na całym świecie, w niektórych miejscach bardzo licznie. Żyje w górnych warstwach gleby, preferuje ziemie próchniczne.

## Rozród
Samice składają jaja do norek. W rozwoju osobniczym występuje przeobrażenie niezupełne.

## Pokarm
Widłogonka krucha żywi się głównie obumarłymi szczątkami roślinnymi, rzadziej zwierzęcymi. Może być też drapieżna.